# Equisetum diffusum
Equisetum diffusum är en fräkenväxtart som beskrevs av David Don. Equisetum diffusum ingår i släktet fräknar, och familjen fräkenväxter. Inga underarter finns listade i Catalogue of Life.